# Grasskiën

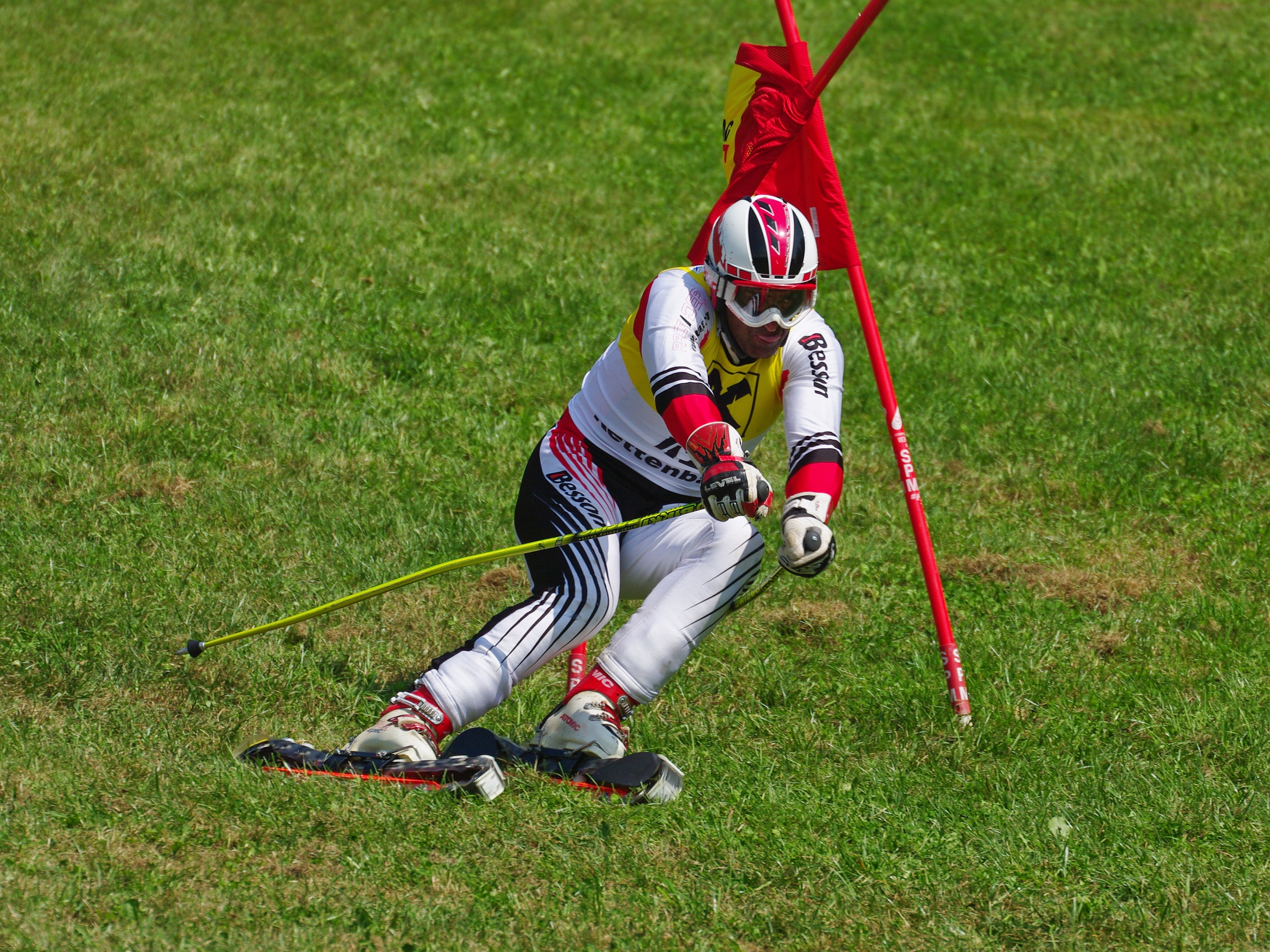
Grasskiër.

Grasskiën is een vorm van skiën die wordt beoefend op gras in plaats van op sneeuw. Hoewel de sport nog niet op grote schaal beoefend wordt, groeit hij in populariteit.

## Eigenschappen

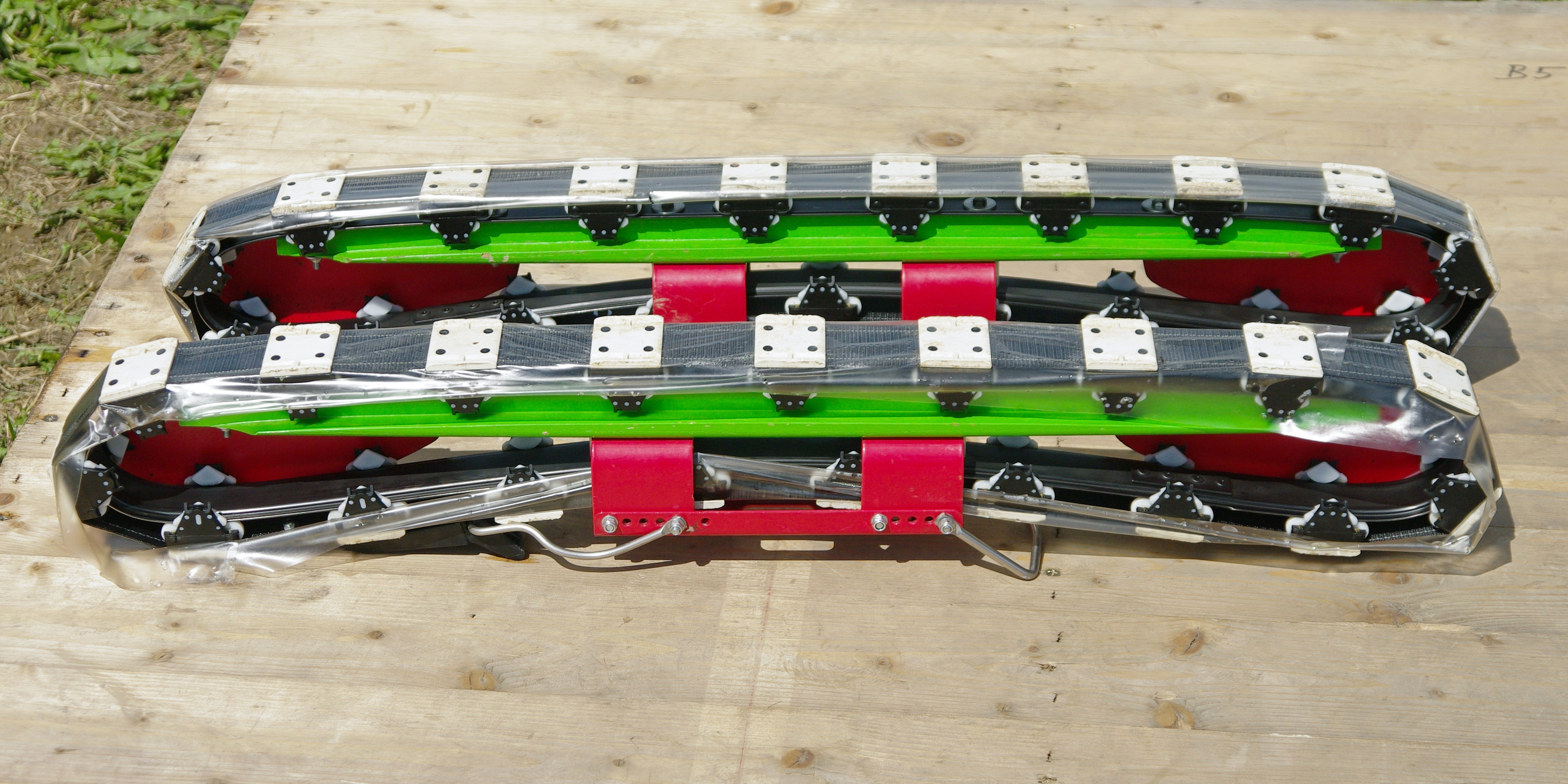
Grasskis

In plaats van conventionele ski's gebruikt een grasskiër korte schaatsachtige ski's met rupsbanden eronder. Moderne grasski's kunnen het gevoel van alpineskiën sterk benaderen.
Skistokken worden op dezelfde manier gebruikt als bij alpineskiën.
Vanwege de hardere ondergrond is grasskiën gevaarlijker dan skiën in sneeuw. Vandaar dat er helmen en knie- en elleboogbeschermers worden gebruikt.

## Geschiedenis
In 1963 werd grasskiën uitgevonden in Duitsland door Josef Kaiser. Gedurende de jaren '60 breidde grasskiën zich steeds meer uit, zodat het in de jaren '80 zelfs opgenomen werd in voorbereidende trainingen voor alpineskiërs. Sinds 1979 worden er elke twee jaar wereldkampioenschappen georganiseerd en sinds 2000 wereldbekerwedstrijden.